# IC 4756
IC 4756 — галактика типу III2m () у сузір'ї Змія.
Цей об'єкт міститься в оригінальній редакції індексного каталогу.